# Loose Creek
Loose Creek ist eine Siedlung auf gemeindefreiem Gebiet (Unincorporated Community) im Osage County im US-amerikanischen Bundesstaat Missouri. Loose Creek liegt 12,8 km östlich der Hauptstadt Jefferson City am U.S. Highway 50. Die Bevölkerung des Ortes ist überwiegend katholisch.

## Geschichte

### Besiedlung durch deutsche Auswanderer
Zwischen 1835 und 1855 wanderten mehr als 700 Rheinländer, davon ca. 350 aus dem Gebiet des heutigen Meerbusch, in das Land am Missouri aus. In der Mitte des 19. Jahrhunderts waren die wirtschaftlichen Verhältnisse in deren angestammten Heimat nicht gut. Die Landwirtschaft ernährte die kleinen Bauern und Tagelöhner mehr schlecht als recht. Für die nachgeborenen Kinder gab es kein Land und auch keine anderweitige Beschäftigung. Missernten, Teuerungen, Seuchen und Überschwemmungen verschlimmerten die Lage häufig. Deshalb beschlossen viele Bewohner zur Auswanderung nach Amerika, das vielen als das gelobte Land erschien. Mehrere Gruppen erreichten Missouri in den Jahren 1833, 1840, 1841, 1850, 1854 und 1865.
Der deutsche Auswanderer Theodore Lock (Bösinghoven) gründete 1841 mit seiner Familie eine Mühle, die 1972 abbrannte und durch ein neueres und moderneres Gebäude ersetzt wurde. 1851 siedelten sich hier viele Menschen aus der Region um Krefeld an. Der Start war nicht leicht, man lebte häufig in primitiven Blockhäusern. Der Wald musste gerodet werden, es gab kaum Straßen und Wege. Zwei Cholera-Epidemien forderten um 1852 viele Opfer. Nicht alle hielten es aus und wanderten wieder zurück. Der Name Loose Creek kommt von französischen Siedlern, die vor den Lankern dort waren.

### Kontakte zur deutschen Heimat der Vorfahren
1985 wurden die Kontakte wiederaufgebaut. Über Umwege erreichte ein Brief den Heimatkreis Lank, in dem ein Nachfahre über die Westfälische Gesellschaft für Genealogie in Münster Kontakt zu Heimatgeschichtlern in Lank und Umgebung suchte.
1988 wurde Loose Creek das erste Mal von Mitgliedern des Heimatkreises Lank besucht. Es gab großes Interesse der Familien und neben einer Gartenparty zum Kennenlernen wurden auch viele alte Urkunden und Familienchroniken überreicht. Die Verständigung mit der 4. Generation der Auswanderer erfolgte in Länkter Platt. Der Wortschatz enthält manche Vokabeln, die in Deutschland kaum noch geläufig sind, während andere Begriffe, die wohl erst in jüngerer Zeit in unser Platt hinein gekommen sind, in den USA nicht verstanden werden.
1990 wurde in Lank-Latum der „Missouri-Platz“ eingeweiht. 1992 errichteten die Bürger von Loose Creek ihr großes Immigration Monument. In Anwesenheit der deutschen Besucher wurde die Partnerschaft zwischen Lank-Latum und Loose Creek offiziell begründet. 1994 erfolgte der Gegenbesuch mit 49 Gästen aus Missouri. Seitdem finden die gegenseitigen Besuche in einem regelmäßigen 2-Jahresrhythmus statt: 2016 war die 7. Reise der Meerbuscher nach Missouri, 2018 waren die Amerikaner zum 7. Mal im Land ihrer Vorfahren.
1999 wurde die Skulptur Windung eingeweiht. Sie soll ein Denkmal für die Verbundenheit der beiden Gemeinschaften veranschaulichen und den damaligen Wunsch nach einer neuen Zukunft für die Menschen aus der alten Welt darstellen.

## Wirtschaft
In der Umgebung des ländlich geprägten Ortes gibt es Kuh-, Schweine-, Truthahn- und Vogelfarmen.